# 兰季德·辛格三摩地

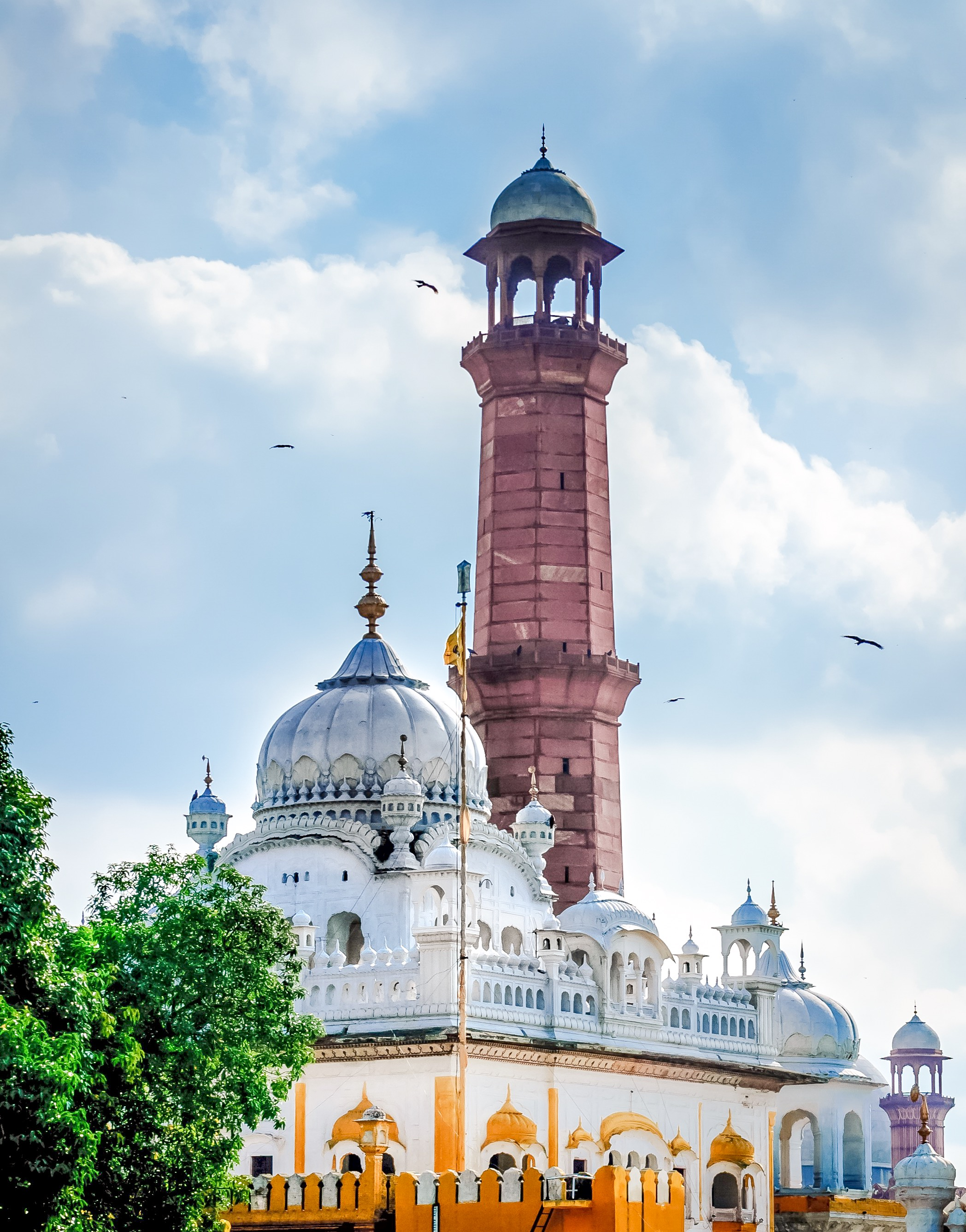

兰季德·辛格三摩地（Samadhi of Ranjit Singh)是一座18世纪的建筑，位于巴基斯坦旁遮普省拉合尔， 内有錫克帝國统治者兰季德·辛格摩诃罗阇（1780-1839）的骨灰盒。它毗邻拉合尔堡和巴德夏希清真寺（在其东北角），以及德拉·撒西比谒师所（Gurdwara Dera Sahib），是锡克教第五代古魯古魯阿爾瓊殉難的地点。

## 历史

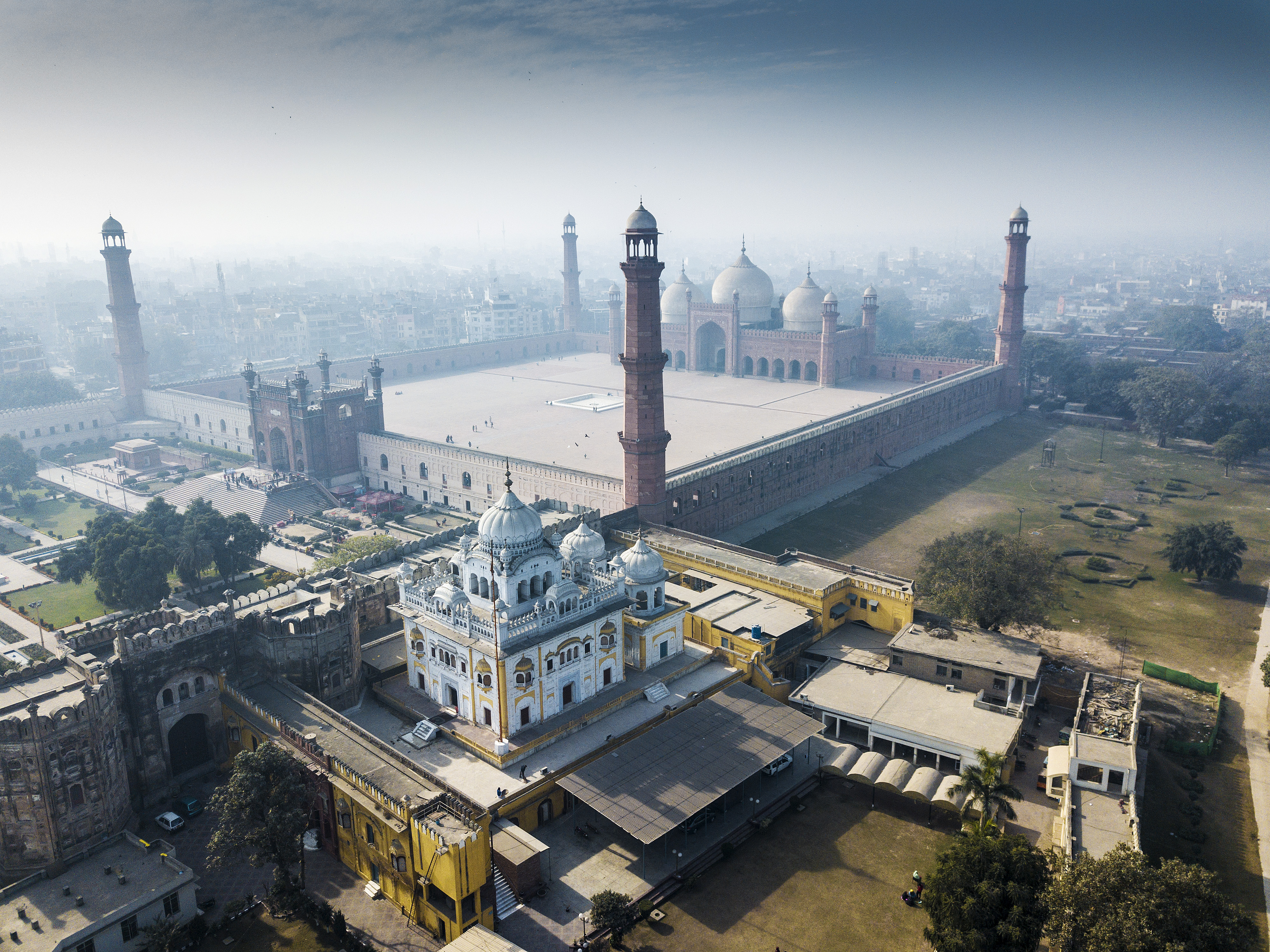

该建筑由他的儿子哈拉克·辛格，在他火葬的地点开始建造，由他的小儿子杜利普·辛格在1848年完成。
1999年左右，骨灰盒从大理石建筑中移走，由巴基斯坦政府保存。该建筑在2005年克什米尔大地震中受损，但很快就修复了。

## 建筑

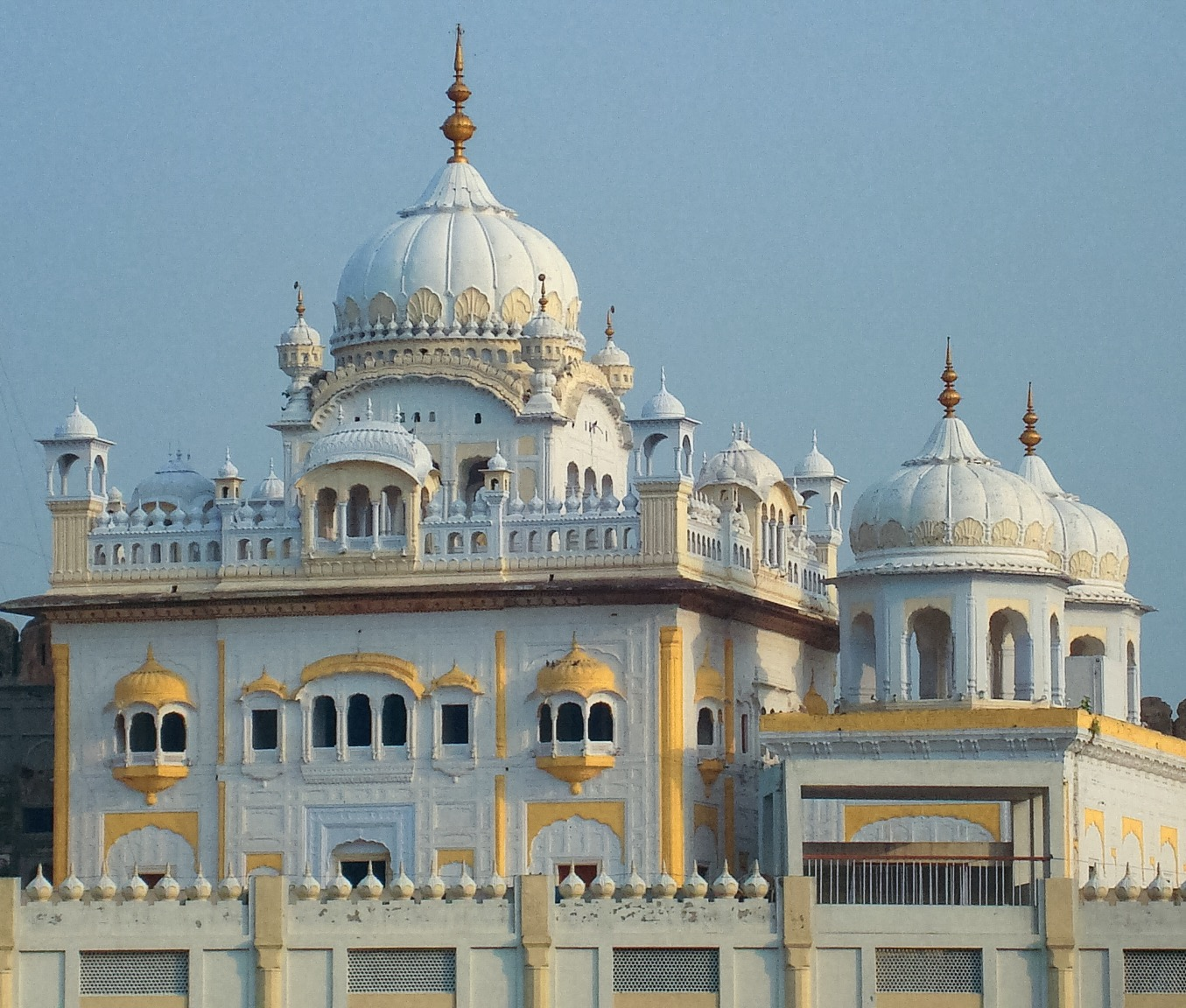

该建筑结合了锡克建筑、印度教建筑和伊斯兰建筑的元素。 该建筑的部分据说是从邻近的拉合尔堡掠夺来的。
建筑的上部有镀金的穹顶，以及华丽的栏杆。门前有象头神、提毗和梵天的红色砂岩雕像。圆顶装饰有蛇罩，是印度工匠的作品。 天花板以彩色玻璃马赛克装饰，墙壁则装饰有花卉图案。。
兰季德·辛格的骨灰放在一个莲花形状的大理石骨灰盒中，镶嵌在大理石亭内，墓的中心。周围较小的骨灰盒里，是娑提的四个王后和七个妃子的骨灰。

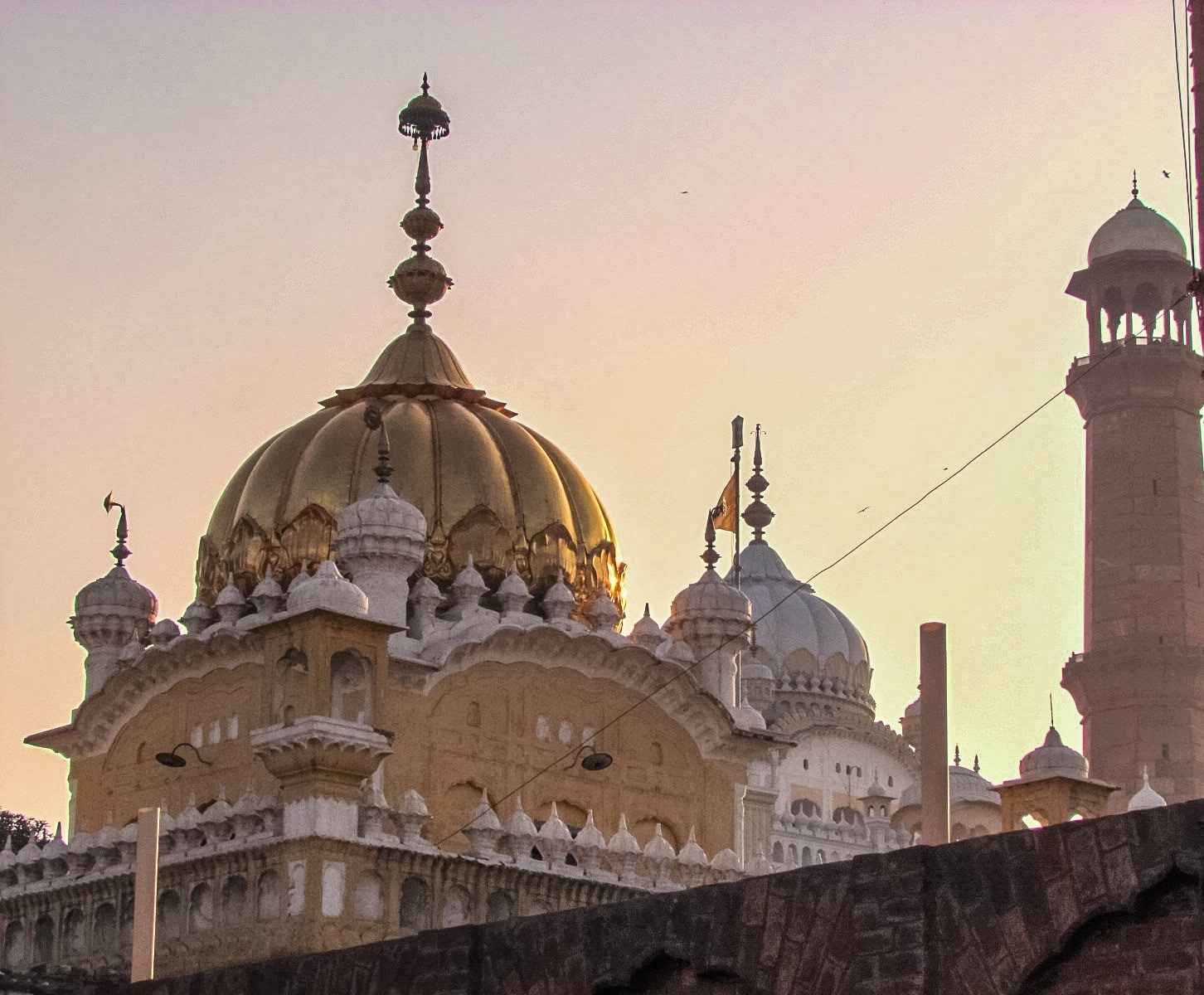
德拉·撒西比谒师所

在主建筑西边，有两座小型建筑，分别纪念兰季德·辛格的儿子卡拉克·辛格和孙子瑙·尼哈尔·辛格，以及他们各自的妻子。该建筑也毗邻德拉·撒西比谒师所 。

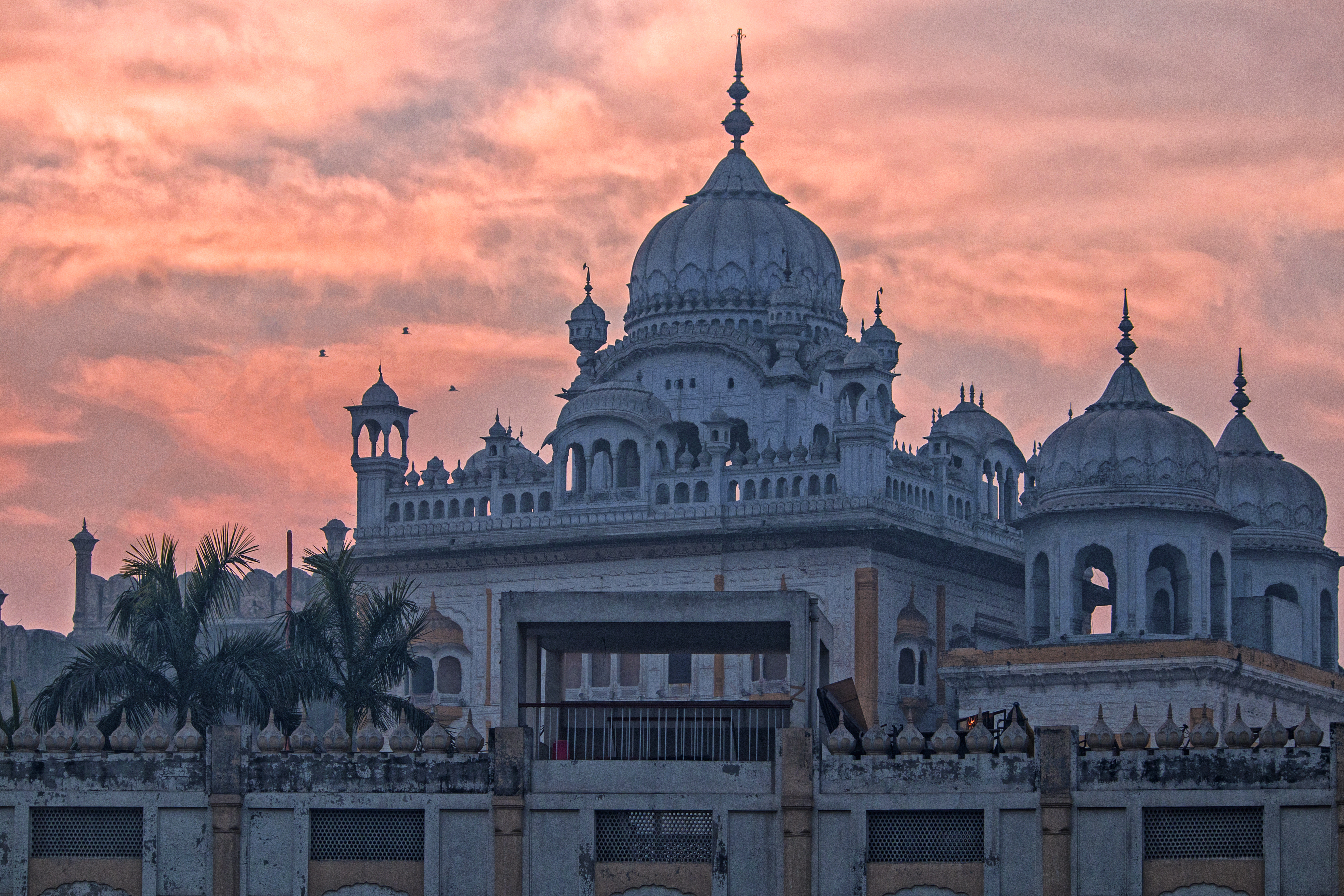
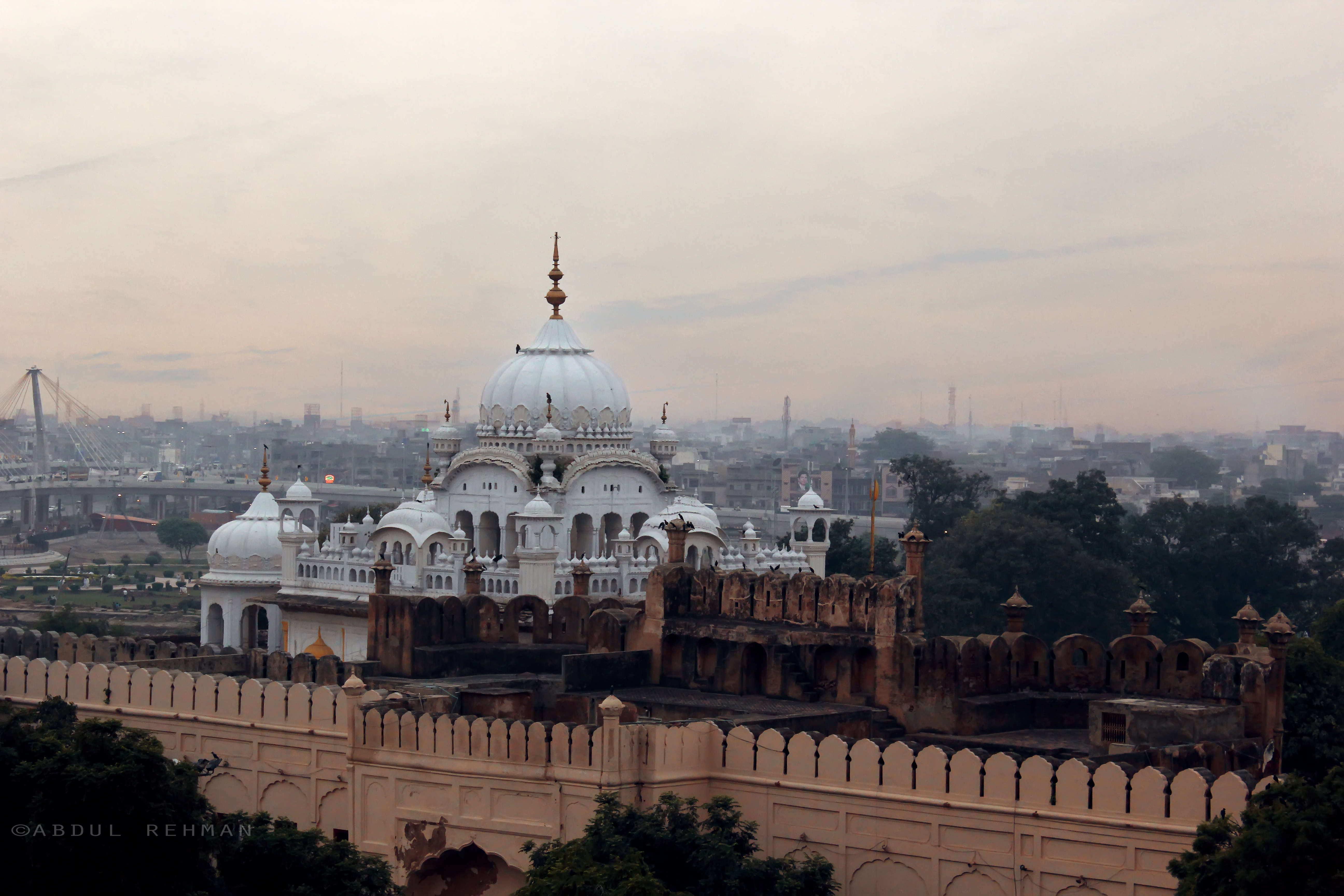
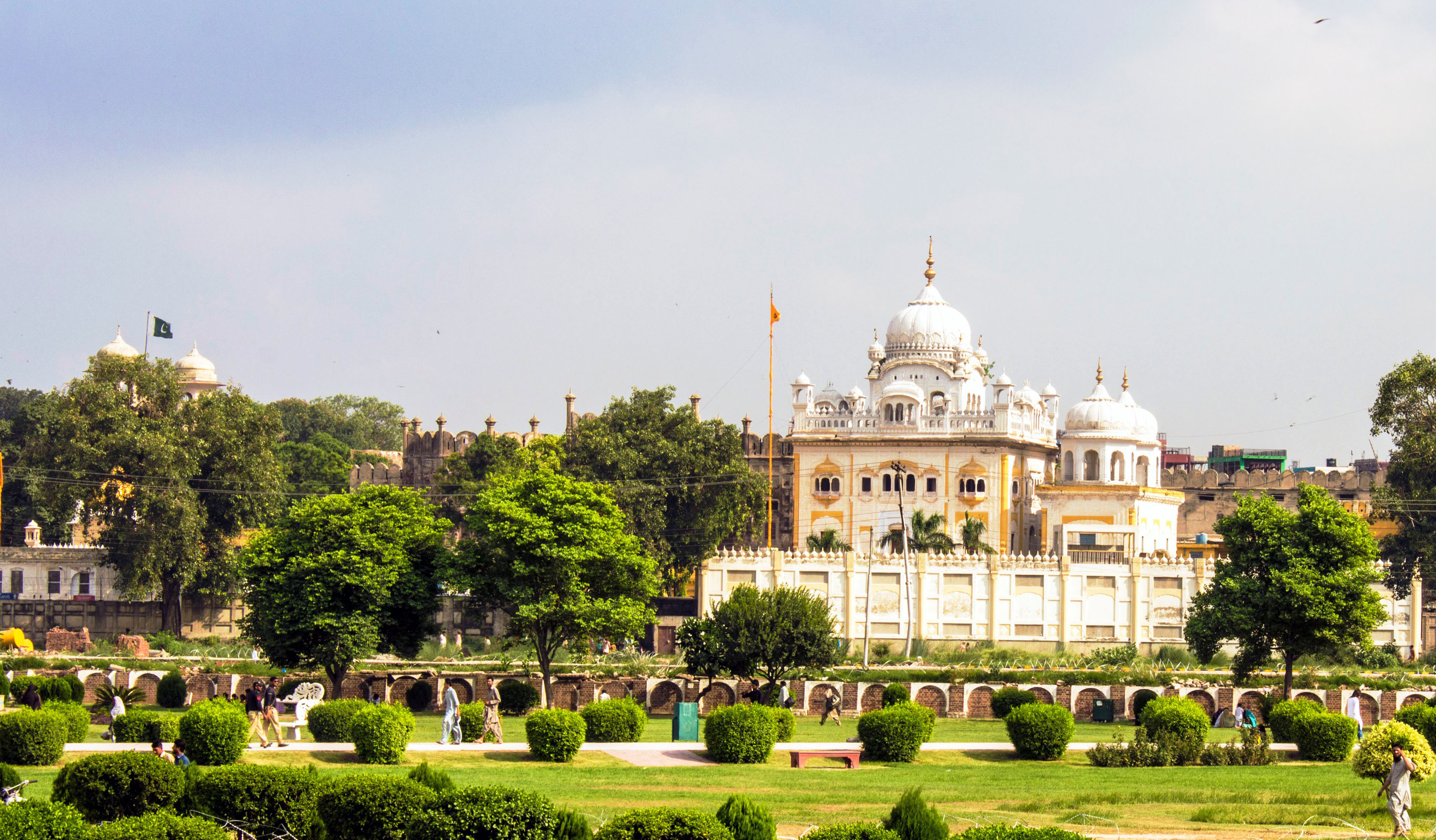